# Helmut Fahsel

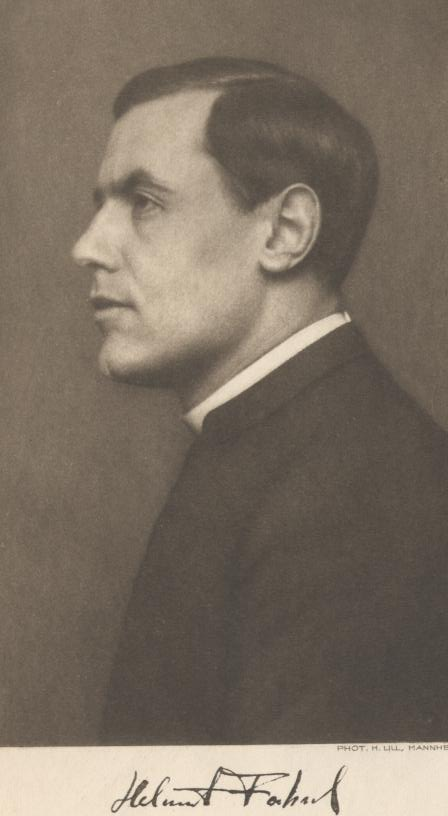
Helmut Fahsel, 1929

Helmut Fahsel (* 2. November 1891 in Kiel; † 15. Januar 1983 in Muralto, Schweiz) war ein Konvertit zum katholischen Glauben, kath. Priester, bekannter Vortragsredner und Autor religiöser Bücher.

## Leben und Wirken
Helmut Fahsel war der Sohn des Redakteurs und späteren kaufmännischen Leiters der Norddeutschen Allgemeinen Zeitung, Wilhelm Fahsel († 1896). Der Junge wuchs bei seiner Tante mütterlicherseits und deren jüdischem Mann in Berlin auf. Diese Pflegeeltern waren kinderlose Bankiersleute, sehr wohlhabend und besonders der Onkel förderte den Neffen nachhaltig.
Nach dem Besuch der Realschule arbeitete Helmut Fahsel als Buchhändler und Antiquar. Aus eigenem Antrieb und gegen den Willen der Pflegeeltern betrieb er daneben intensive philosophische Studien, die ihn über Arthur Schopenhauer zu Thomas von Aquin führten, dessen Philosophie ihn am meisten begeisterte. Über Aquins sogenannte Thomismuslehre gelangte er autodidaktisch – als getaufter aber innerlich völlig ungläubiger Protestant – stufenweise zur Annahme des katholischen Glaubens. 1914, bevor Helmut Fahsel als Kriegsfreiwilliger beim 3. Garde-Regiment zu Fuß einrückte, konvertierte er in der Kapelle des St. Hedwig-Krankenhauses offiziell zur katholischen Kirche.
Krankheitsbedingt musste er im Herbst 1915 aus dem Heer ausscheiden und begann noch während des Krieges am Canisianum Innsbruck, später in Breslau, mit dem Theologiestudium um katholischer Priester zu werden. Dazwischen arbeitete er aus finanziellen Gründen u. a. als Hauslehrer in der Familie von Theodor Wolff, dem Chefredakteur des Berliner Tageblatts.
Zu Fahsels Bekanntenkreis gehörten der spätere Jesuitenpater, Kronprinz Georg von Sachsen, welcher sich ebenfalls gerade auf das Priestertum vorbereitete, der Berliner Sozialapostel Carl Sonnenschein, aber auch der berühmte Rabbiner Leo Baeck, mit dem ihn philosophische und alttestamentliche Interessen verbanden.
Am 20. Juni 1920 wurde Helmut Fahsel zum Priester geweiht und als Kaplan an der St. Clara Kirche, Berlin-Neukölln, angestellt. In dieser Zeit war der damalige Berliner Pfarrer und spätere Ermländer Bischof Maximilian Kaller sein Seelenführer und geistlicher Berater. Hier entwickelte sich der Jungpriester, neben seiner Seelsorgetätigkeit, nach und nach zu einem der bekanntesten philosophisch-religiösen Vortragsredner Berlins. Er geriet dadurch auch in scharfen Gegensatz zum aufkeimenden Nationalsozialismus, wo man ihn wegen seines jüdischen Onkels, immer wieder selbst als Juden abstempelte, was jedoch nicht zutraf. Der Stürmer bezeichnete ihn u. a. als „getauften Jud“ und „Renommierkaplan der geheimen jüdischen Drahtzieher“, der die Versöhnung mit den Juden predige. Ab 1924 wirkte Fahsel als Hausgeistlicher bei den Franziskanern in Schöneiche; von seinem Bischof Adolf Bertram wurde er nachhaltig gefördert und schließlich 1927 zu Vortrags- bzw. Publikationstätigkeiten sogar von allen sonstigen Diensten freigestellt. Helmut Fahsel zählte zwischen 1924 und 1933 zu den bekanntesten Persönlichkeiten des deutschen Katholizismus. Joachim Günther bezeichnet ihn 1977 in seinen Literaturblättern Neue deutsche Hefte als den „bekanntesten katholischen Vortragsredner Deutschlands“, in den späten 1920er und den frühen 1930er Jahren. 1925 hatte Kardinal Karl Joseph Schulte den Kaplan bei einem Rombesuch Papst Pius XI. persönlich vorgestellt, der ihn in seiner Vortragsarbeit bestärkte und ihm seinen besonderen Segen dafür erteilte.
Nach der Regierungsübernahme durch das NS-Regime musste Helmut Fahsel 1934 in die Schweiz emigrieren, wo er als Pfarrer angestellt und dauerhaft sesshaft wurde. In den 1950er Jahren kehrte er zeitweise, hauptsächlich zu Vorträgen, nach Deutschland zurück. Er gehörte zu den eifrigsten Anhängern und Verteidigern der seinerzeit in der Öffentlichkeit umstrittenen Stigmatisierten Therese Neumann von Konnersreuth. Helmut Fahsel betätigte sich überdies als fruchtbarer religiöser Buchautor. Er ist auch unter der Bezeichnung „Kaplan Fahsel“ bekannt.
Henriette von Gizycki verfasste eine Biografie über Helmut Fahsel. Ihr verstorbener Mann, Schulrat Paul von Gizycki, war der Vetter und enge Mitarbeiter des Philosophen Georg von Gizycki. Fahsel wohnte ab 1908 in Berlin, in ihrem Haus, da seine Pflegeeltern Frau von Gizycki als Privaterzieherin engagiert hatten. Die Witwe begleitete die religiös-philosophischen Studien ihres Schülers zunächst kritisch, konvertierte jedoch schließlich durch ihn ebenfalls zur katholischen Kirche.

## Werke
(Auswahl)

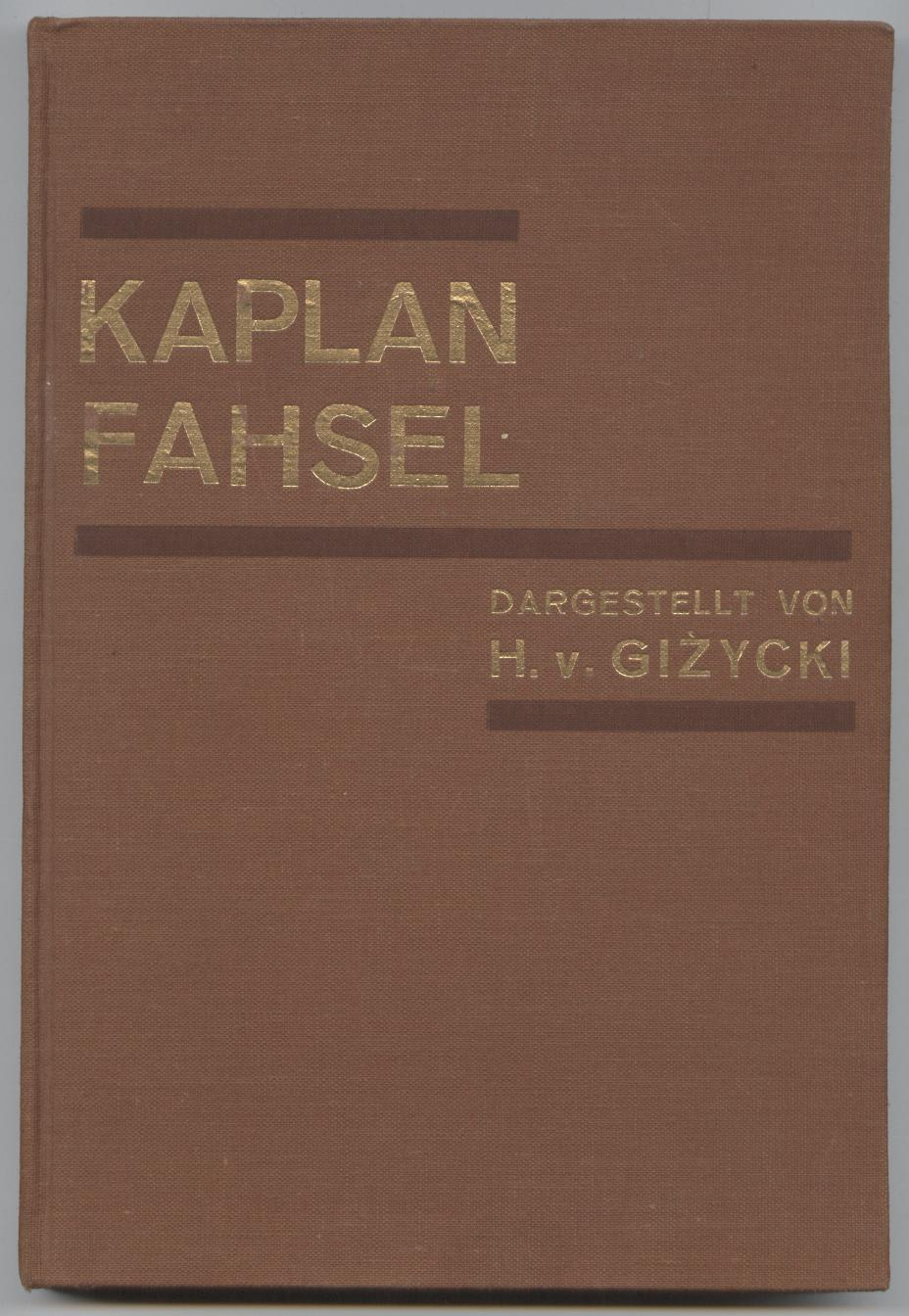
Im Germania-Verlag, Berlin, 1930, erschienene Biografie

- Meine Vorträge. Herder Verlag, Freiburg, 1925
- Die Vorträge in der Singakademie Berlin. Herder Verlag, Freiburg, 1926
- Gespräche mit einem Gottlosen. Herder Verlag, Freiburg, 1. Auflage 1926
- Des heiligen Thomas von Aquin Kommentar zum Römerbrief. Herder Verlag, Freiburg, 1927
- Die Überwindung des Pessimismus: eine Auseinandersetzung mit Arthur Schopenhauer. Herder Verlag, Freiburg, 1. Auflage 1925
- Konnersreuth: Tatsachen und Gedanken; ein Beitrag zur mystischen Theologie und Religionsphilosophie. Thomas-Verlag, Berlin, 1931
- Der Weg zur Glückseligkeit. 1932
- Näher, mein Gott, zu Dir! – Betrachtungs- und Gebetbuch. 1941
- Die Heiligen Drei Könige in der Legende und nach den Visionen der Anna Katharina Emmerich. 1941
- Der Wandel Jesu in der Welt: nach den Visionen der Anna Katharina Emmerich unter Berücksichtigung der Christologie des Aquinaten dargestellt. 1942
- Ehe, Liebe und Sexualproblem. Herder Verlag, Freiburg, 2. Auflage 1931
- Des heiligen Thomas von Aquin Summa contra gentiles oder Die Verteidigung der höchsten Wahrheiten in 6 Bänden. Bd. 1 (1942), Bd. 2 (1945), Bd. 3 (1946) u. Bd. 4 (1949) erschienen im Fraumünster-Verlag, Zürich / Bd. 5 (1954) u. Bd. 6 (1960) erschienen im Stauffacher-Verlag, Zürich